# India zászlaja
India nemzeti zászlaját Pingali Venkayya tervezte, és az 1947. július 22-én ad hoc jelleggel megtartott alkotmányozó gyűlés fogadta el. Az alkotmányozó gyűlést 24 nappal Indiának a Brit Birodalomtól történő, 1947. augusztus 15-én megvalósult függetlenedése előtt tartották. 1947. augusztus 15. és 1950. január 26. között ez volt az Indiai Domínium zászlaja, majd attól kezdve az Indiai Köztársaság lobogója. Indiában a trikolór szó (hindiül Tirangā – तिरंगा) majdnem mindig az indiai nemzeti lobogóra utal.
A zászló horizontálisan három részre tagolt, melyek közül a felső sáfrányszínű, a középső fehér, az alsó pedig zöld. Közepén foglal helyet a 24 küllővel rendelkező, Asóka csakrájaként ismert sötétkék kerék, amelynek eredeti ábrázolásaira Asóka oroszlános oszlopfőin leltek. Ennek a csakrának az átmérője a fehér sáv magasságának a háromnegyede. A zászló magasságának és szélességének aránya 2:3. A zászló az indiai hadsereg a katonai létesítményekre naponta felvont hadilobogója is.
Megjegyzendő, hogy a zászló ábrázolásaiban kivétel nélkül használt színárnyalat nem a sáfrány (ang.: saffron), vagy annak esetleg sötétebb változatai („aranyvesszőszín” [goldenrod] vagy „sötét aranyvesszőszín” [dark goldenrod]), hanem az égő narancssárga (blaze orange) vagy a sütőtökszín (pumpkin).
A zászló hivatalos meghatározás szerint csak egyfajta speciális, kézzel font fonál használatával készíthető el. A zászló használatát és megjelenítését az indiai zászlószabályzat pontosan részletezi.

## Színei
A következők az indiai zászló megközelítő színei eltérő színrendszerekben. A HTML, az RGB, a webes színkeverés (tizenhatos számrendszerben), a CMYK megfelelőket, illetve a színárnyalatokat és a Pantone egyenértékeseket. külön jelenítettük meg.
| Minta     | HTML    | CMYK         | Szín neve     | Pantone |
| --------- | ------- | ------------ | ------------- | ------- |
| Sáfrány   | #FF9933 | 0-50-90-0    | Sáfrány       | 1495c   |
| Fehér     | #FFFFFF | 0-0-0-0      | Világosszürke | 1c      |
| Zöld      | #138808 | 100-0-70-30  | Indiai zöld   | 362c    |
| Tengerkék | #000080 | 100-98-26-48 | Tengerkék     | 2755c   |

A felső sáv színének hivatalos CYMK-értéke (0,50,90,0) – legközelebb a sütőtökszínhez áll, aminek a CYMK-kódja (0,54,90,0); míg a valódi sáfrány és a mélysáfrány (aranyvessző) kódja (4, 23, 81, 5)) és (0, 24, 85, 15)).

## Története

Brit India zászlaja

Brit India kék hadi lobogója India csillagával. Tengerészeti zászlóként használták.

Kalkutta zászlaja

A berlini bizottság zászlaja. Először 1907-ben Bhikaiji Cama használta

Az Indiai Önkormányzati Mozgalom idején használt zászló

Az 1921-ben nem hivatalosan adoptált zászló, közepén a csakrával

Az 1931-ben tervezett sáfrány színű zászló a stilizált barna csakrával.

Az 1931-ben elfogadott zászló. Szintén ez volt az Indiai Nemzeti Hadsereg hadi lobogója.

Az Azad Hind zászlaja, először a Szabad Indiai Légió használta a Náci Németországban.

A 20. század elején, amikor az indiai függetlenedési mozgalom a brit gyarmati uralom alóli függetlenség gondolata testet öltött, igény mutatkozott egy nemzeti zászló iránt, amely a függetlenségi törekvéseknek erőteljes szimbóluma lehetne. 1904-ben Nivedita nővér, Szvámi Vivekánanda egyik ír tanítványa alkotta India első nemzeti zászlaját, amit később Nivedita nővér zászlajának hívtak. Ez egy vörös, négyzet alakú zászló volt egy sárga belső területtel, ami egy villámlást ábrázol egy fehér lótusszal. A „বন্দে মাতরম” (Bônde Matorom, jelentése „Anyaföld, meghajlok előtted!”) szavak voltak felírva a zászlóra bengáliul. A vörös jelképezte a szabadságharcot, a sárga a győzelmet, a fehér lótusz pedig a tisztaságot.
Az első trikolórt 1906. augusztus 7-én, a Bengália felosztása elleni tüntetésen Schindra Prasad Bose bontotta ki Kalkutta Parsi város Bagan nevű terén. Ez a zászló kalkuttai zászló néven vált ismertté. A zászló három egyenlő méretű horizontális sávból állt, melyek közül a felső narancssárga, a középső citromsárga, az alsó pedig zöld volt. A felső sávban nyolc, félig kinyílt lótuszvirág látható, az alsót pedig a Nap és egy félhold díszíti. Középen a „Vande Mataram” szavak vannak felírva dévanágari írással.
1907. augusztus 22-én Bhikaiji Cama Németországban, Stuttgartban egy másik trikolórt bontott ki. Ez a zászló felül zöld, középen sáfrány, alul vörös volt. A zöld az iszlámot, a sáfrány pedig a hinduizmust és a buddhizmust jelképezte. A zászló zöld sávjában nyolc lótusz van, amik Brit India nyolc tartományát jelképezték. A Vande Mataram szavak dévanágari írással szerepeltek a zászló közepén. Az alsó felén a zászlórúd felőli oldalon egy félhold, a másik részén pedig a Nap van. A zászlót Bhikaiji Cama, Veer Savarkar és Shyamji Krishna Varma közösen tervezte. Az első világháború kitörését követően a zászló berlini bizottsági zászló néven vált ismertté, miután a berlini bizottság ezt tekintette zászlajának. Ez a szervezet az Indiai Forradalmárok egyik összejövetele volt. Az első világháború alatt gyakran használták Mezopotámiában. Az Amerikai Egyesült Államokban rövid ideig a Ghadar Párt zászlaját használták India jelölésére.
A Bal Gangadhar Tilak és Annie Besant által 1917-ben alapított Önkormányzati Mozgalom új zászlót fogadott el, aminek öt vörös és négy zöld vízszintes sávja volt. A bal felső sarokban ott volt az Egyesült Királyság zászlaja, ami a domíniumi jogállást szimbolizálta, amit a mozgalom el akart érni. Egy fehér félhold és csillag helyezkedik el a zászló jobb felső oldalán. Hét fehér csillag a Nagy Medve csillagkép alakjában elrendezve, amit a hinduk szentnek tekintettek. Ez a zászló nem lett népszerű az emberek körében.
Egy évvel korábban, 1916-ban Pingali Venkayya megpróbált megszerkeszteni egy közös nemzeti lobogót. Erőfeszítéseit Umar Sobani és SB Bomanji észrevette, akik együtt megalapították az Indiai Nemzeti Zászló Missziót. Mikor Venkayya megkísérelte Mahátma Gandhi támogatását megszerezni a zászlóhoz, a Gandhi azt ajánlotta, vegyék bele a csakrát, a forgó kereket a zászlóba, ami India megtestesülését és minden szerencsétlenség kivédését jelképezi. Az egyszerű kerék az indiai gazdasági megújulás egyik megszentelt jelképe lett. Ez a fellendülés Gandhi idejében következett be, Pingali Venkayya egy olyan zászlót javasolt, amin a csakra vörös és zöld háttérben van. Azonban Gandhi úgy találta, a zászló nem képviseli India összes vallását.
Gandhi véleményét figyelembe véve egy új zászlót terveztek. Ez a trikolór felül fehér, középen zöld, alul vörös volt. Ez már jelképezte a kisebbségi vallásokat, a muzulmánt és a hindut is. Mind a három sávot részben fed egy csakra. Párhuzamot húztak azzal a ténnyel, hogy nagyon hasonlított Írország zászlajára, egy másik nagy, a Brit Birodalomtól történő elszakadásért vívott függetlenségi háborúval. Ezt a zászlót először a Kongresszusi Párt ahmadábádi gyűlésén használták. Bár a zászlót hivatalosan nem fogadták el az Indiai Nemzeti Kongresszus hivatalos zászlajaként, ennek ellenére széles körben használták az indiai függetlenségi mozgalmakon belül.
Azonban sokan voltak, akik nem voltak megelégedve a zászló mondanivalójával. Az 1924-ben Kalkuttába összehívott Összindiai Szanszkrit Kongresszus a sáfrányt vagy az okkert és Visnu jogarát, mint a hinduk jelképét ajánlotta. Még ebben az évben, de később azt ajánlották, hogy a gerut, egy földvörös színt használjanak. A szikheknek szintén volt egy kérésük, mégpedig az, hogy vagy vegyék bele a zászlóba a citromsárgát, ami őket jelképezné, vagy hagyjanak ki minden vallási jelképet.
Ezen fejlemények fényében A Kongresszusi Munkabizottság 1930. április 3-án kijelölt egy hétfős Zászlóbizottságot, hogy tárgyalja meg ezeket a kérdéseket, és válogassák ki a megvalósíthatókat. Az eredmény, amit letettek, az volt, hogy a három, a bizottság elé került szín ellen kifogással éltek. Ennek a nem kívánt eredménye az lett, hogy a következő zászló csak egy színt tartalmazott, az okkert, és a felső részen egy csakra jelent meg. Bár a bizottság ajánlotta, a kongresszus nem fogadta el ezt a tervet, mert kommunisztikus elképzeléseket szimbolizált.
Végül a kongresszus 1931-es karacsi ülésén fogadtak el végleges zászlót. Az akkor elfogadott zászlót Pingali Venkayya tervezte. Három vízszintes részből állt, a felső sáfrány, majd fehér és zöld következett lefelé, és középen egy csakra volt. A sáfrány a bátorságot, a fehér az igazságot, a zöld a hitet és a fejlődést jelképezte. A csakra az indiai gazdasági megújulást és az emberek szorgalmát szimbolizálta.
Ugyanekkor az Indiai Nemzeti Hadsereg egy másik változatát kezdte használni a zászlónak, amiben a csakra helyén egy ugró tigris, az alsó és felső sávban pedig az „Azad Hind” felirat egy-egy szava olvasható. A tigris Subhash Chandra Bose fegyveres erőit jelképezte, Mahátma Gandhi békés terveivel ellentétben. A zászlót India területén először Manipurban Subhash Chandra Bose húzta föl.
Néhány nappal India függetlenségének elnyerését megelőzően 1947 augusztusában megalakították az alkotmányozó nemzetgyűlést, amelynek az volt a feladata, hogy megvitassa India zászlaját. Rajendra Prasad vezetésével felállítottak egy ad hoc bizottságot, amelynek Maulana Abul Kalam Azad, Sarojini Naidu, C. Rajagopalachari, KM Munshi és B. R. Ámbédkar voltak a tagjai. A Zászlóbizottságot 1947. június 23-án hozták létre, amely el is kezdte a mérlegelést. Három héttel később, július 14-én dűlőre jutottak, részletes leírással letették az asztalra azt a zászlót, melyet az Indiai Nemzeti Tanács India zászlajaként elfogadhat; ez elfogadható volt minden pártnak és szervezetnek. Továbbá eldöntötték, hogy a zászlónak nem lehet semmi kommunisztikus üzenete. A csakra helyére dharmacsakra (tankerék) került, ami Szárnáth abakuszán látható volt. A zászlót először egy független állam zászlajaként 1947. augusztus 15-én bontották ki.

## Készítésének folyamata
| Méret | mm          |
| ----- | ----------- |
| 1     | 6300 × 4200 |
| 2     | 3600 × 2400 |
| 3     | 2700 × 1800 |
| 4     | 1800 × 1200 |
| 5     | 1350 × 900  |
| 6     | 900 × 600   |
| 7     | 450 × 300   |
| 8     | 225 × 150   |
| 9     | 150 × 100   |

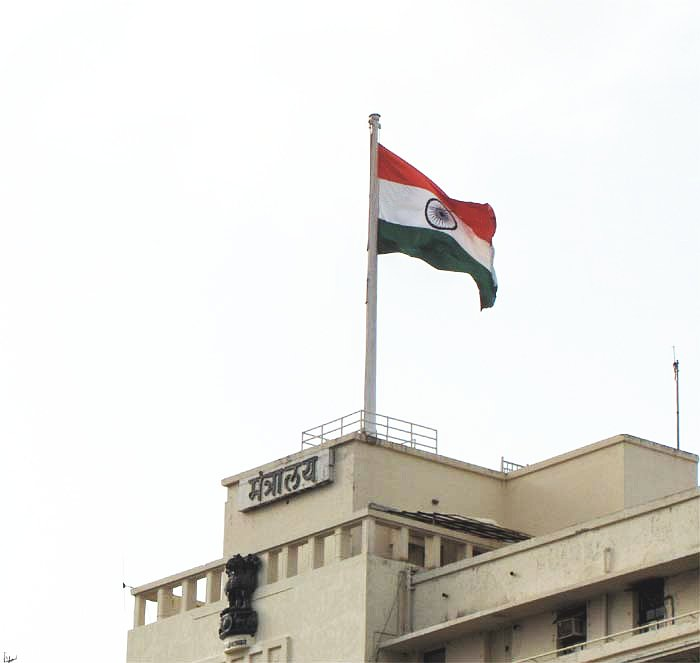
India legnagyobb zászlaja a minisztérium tetején Mumbaiban

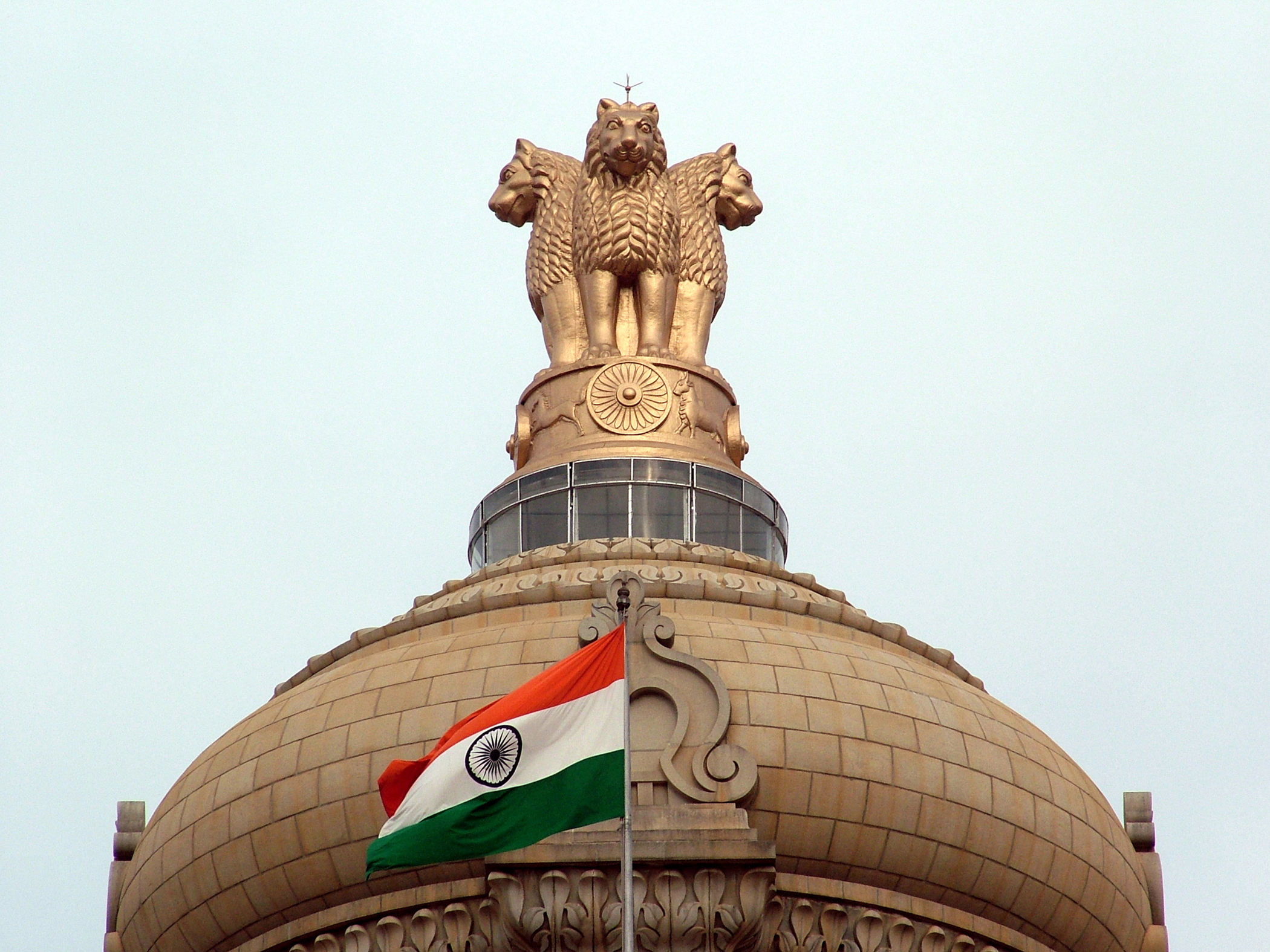
Indiai zászló, a háttérben India szimbólumával.

Miután India köztársaság lett, 1950-ben létrehozták az Indiai Szabványügyi Hivatalt, mely először 1951-ben hozta nyilvánosságra a zászló pontos leírását. Ezt 1964-ben felülvizsgálták, és minden mértékegységet metrikus egységekkel adtak meg. A specifikációt ez után 1968. augusztus 17-én módosították. Ez a szabályozás minden, az indiai zászló előállításával kapcsolatos lényeges mozzanatot részletez, mint például a méretét, a színek árnyalatát, értékét, a világosságot, a fonalak számát, a kendert, a kötélzetét. Ezek az irányelvek rendkívül szigorúak, és bármilyen hiányosságról a zászlók gyártásában úgy vélik, hogy egy komoly sértés, amit bírsággal, börtönnel, vagy mindkettővel sújtani kell.
Az indiai pamut az egyetlen anyag, amit lehet használni a zászló készítésekor. Ennek alapanyaga kizárólag pamut, selyem és fa lehet. Ennek két fajtáját használják, az egyik a kádi drapéria, amiből a zászló testét készítik, és a másik egy bézs színű anyag, mely a zászlórúdnál tartja a lobogót. Ez utóbbi egy nem szokványos szövet, mely hálóba fog három fonalat, míg az elterjedt szövésnél kettőt fognak egybe. Ez a fajta szövés nagyon ritka Indiában, és csak néhány takács érzi képesnek magát erre. Az irányelv azt is kimondja, hogy négyzetcentiméterenként 150 fonálnak kell lennie, az öltésenként négy fonállal és egy négyzetlábnyi anyag tömegének pontosan 205 grammnak kell lennie.
A szőtt anyagot két helyről, a dharwadi Gadagból és Bagalkotból, Karnátaka északi területeiről szerzik be. Jelenleg csak egy olyan üzem van az ország területén, Hubliban, ahol zászlót lehet készíteni.
Mikor az anyag meg van szőve, elküldik a BIS laboratóriumába, ahol teszteket végeznek rajta. Miután a minőségi teszten megfelelt, akkor visszaküldik a gyárba. Itt kifehérítik, és befestik a megfelelő színekkel. Közepére az Asóka-csakrát sablonnal rajzolják, nyomtatják vagy hímzik. Figyelmet kell szentelni arra is, hogy a csakra megfelelően illeszkedjék, és mindkét oldalon megfelelően látható legyen. Ezután a BIS leellenőrzi a színeket, majd a zászlót el lehet adni.
Évente körülbelül negyvenmillió zászlót adnak el Indiában. A legnagyobb zászló Indiában Mahárástrában van (6,3 × 4,2 m), az itteni kormánynál, a Mántráláján lobog, ahol az államigazgatás központja van.

## Zászlóprotokoll
2002 előtt az indiaiak többsége nem lobogtathatta a nemzeti zászlóját, csak a kijelölt nemzeti ünnepek alkalmával. Csak a kormányzati hivatalok és a kormány magas beosztású tagjai tehették ezt meg. Naveen Jindal iparos indítványt nyújtott be a Delhi Legfelső Bíróságra, amelyben a korlátozás megszüntetését indítványozta. Jindal irodája fölé kitűzte a zászlót, de mivel ez ütközött a nemzeti zászlószabályzattal, emiatt a zászlót lefoglalták, és tájékoztatták, hogy ezért őt fel kell jelenteni. Jindal úgy érvelt, hogy neki állampolgári joga, hogy illendőségből és tiszteletből felvonja a nemzeti zászlót, amivel India iránti szeretetét is kifejezi. Az ügy az Indiai Legfelső Bíróság elé került, mely felkérte India kormányát, hogy a probléma megoldásának érdekében állítson fel egy bizottságot. Az egyesült kabinet 2002. január 28-i hatállyal kijavította a szabályrendszert, s ezt követően megengedte a népnek, hogy az év akármelyik napján felvonják a zászlót, s ezzel biztosította a zászló méltóságát, tiszteletét és megbecsülését.
Az Indiai Unió és Yashwant Sharma közötti perben kimondták, hogy bár a zászlószabályzat nem törvény, az ebben foglaltakat követni kell a zászló méltóságának megőrzéséért. A nemzeti zászló lobogtatásának joga nem alapvető jog, hanem egy további jog, és az alkotmány 51A§-a rendelkezik róla.

### A zászló tisztelete
Az indiai törvények kimondják, hogy a zászlót méltósággal, hűséggel és tisztelettel kell kezelni. A 2002-es indiai zászlószabályzat – mely felváltotta a jelképről és a zászlóról szóló 1950-es törvényt – szabályozza a zászló megjelenítését és használatát. Hivatalos rendeletek kimondják, hogy a zászló soha nem érhet földet vagy vizet, nem lehet asztalterítőként használni, szobrot, emléktáblát, sarokkövet nem fedhet. 2005-ig a zászlót nem hordhatták ruhákon, egyenruhán vagy jelmezként. 2005. július 5-én India kormánya módosította a szabályzatot, és megengedte a zászló használatát ruhán és egyenruhán. Azonban továbbra sem használható deréktól lefelé és fehérneműként. Szintén tiltott a zászlót és más szimbólumot párnahuzatra vagy sálra festeni.
A zászlót nem szabad szándékosan fejtetőre állítva elhelyezni, akármibe belemeríteni vagy a kibontása előtti virágszirmok kivételével akármilyen tárgyat rárakni. Semmilyen írásjelet nem lehet ráírni.

### A zászló kezelése
Számos hagyományos szabály létezik, amit tiszteletben kell tartani a zászló kezelésénél, megjelenítésénél. Mikor szabadtérben van, az időjárásra való tekintet nélkül mindig napkeltekor kell felvonni és napnyugtakor leereszteni, különös körülményekkor középületeken éjszaka is felvonva maradhat.
A zászlót soha nem szabad fejtetőre állítva lefesteni vagy megjeleníteni. A hagyomány azt is megszabja, hogy mikor függőlegesen van kifeszítve, a zászlót hogyan lehet 90°-kal elfordítani. Egyesek úgy olvassák a zászlót, mint a lapokat; fentről lefelé és balról jobbra, de ha a sorrendet megfordítjuk, az eredmény nem változhat meg. Az is sértés, ha a zászlót kopott vagy koszos állapotban mutatják. Ezek a szabályok vonatkoznak a zászlórúdra és a felhúzókötélre is, melyeknek szintén kifogástalan állapotban kell lenniük.

### Helyes megjelenítés
Az állami zászló rendes megjelenítésére vonatkozó szabályok szerint mikor két zászló vízszintesen teljesen ki van feszítve egy falon egy pódium mögött, a felhúzó résznek egymás felé kell néznie, mégpedig úgy, hogy a sáfrány van felül. Ha a zászló rövid rúdon van, akkor úgy kell beállítani, hogy a zászló ízlésesen elálljon tőle. Ha két nemzeti lobogót egymással keresztezve ábrázolnak, az árbócok egymás mellett vannak, és a zászlók eltérő irányba lengnek. A zászlót soha nem szabad asztalterítőnek, olvasó polcon terítőnek, pódiumokon vagy épületekben elrejtésre használni.

### Más zászlókkal
Ha a zászlót olyan zászlókkal közösen mutatják, melyek nem nemzeti zászlók, mint amilyenek például a cégzászlók és a reklámzászlók, akkor az a szabály, hogy amennyiben a zászlók külön rúdon lengnek, akkor Indiáé áll középen vagy a megfigyelő szemszögéből a bal szélen, vagy legalább az egyik zászló szélességének hosszabbnak kell lennie a másiknál. Ennek a zászlónak a rúdjának előbbre kell lennie, mint a többié, de ha ugyanazon a rúdon lengnek, ennek kell a legfelsőnek lennie. Ha a zászlót a többivel együtt viszik, a menetelő kezében ennek kell a legmagasabbnak lennie, vagy ha egy sorban vannak a zászlók, a bal oldali zászlóvivőnél kell lennie az indiainak.

### Beltéri megjelenítés
Akármikor, amikor a zászlót zárt térben használják, közintézményekben a folyosón kirakják, mindig jobb (megfigyelői bal) oldalon kell állnia, mivel ez a kormányzat jelképe. Tehát mikor egy gyűlésen vagy konferencián egy szónok mellett áll a zászló, annak a szónoktól jobbra kell állnia. Mikor valahol máshol helyezik el a teremben, a hallgatóságtól jobbra kell állnia.
A zászlót úgy lehet csak teljesen kifeszítve megmutatni, hogy a sáfrány sáv van felül. Ha függőlegesen lóg a falon a pódium mögött, a megfigyelő szemszögéből bal oldalon kell lennie a sáfrány sávnak, és fent kell lennie a rúd helyének.

### Parádék és ünnepségek
Amikor a zászlót felvonulásokon, parádékon, vagy más zászlóval közösen viszik, a menet jobb oldalán kell lennie, vagy egymagában középen, a sor elején. A zászlót lehet megkülönböztető jelként szobrok vagy táblák leleplezésénél használni, de nem szabad ezek elrejtésére alkalmazni. A zászló iránti tisztelet jeléül soha nem állhat 45°-os szögben. Ezt meg lehet tenni katonai osztagok, cégek vagy szervezetek lobogóival.
A zászló felvonásának vagy leeresztésének ideje alatt, vagy mikor egy ünnepségen a zászló megjelenik, minden jelenlévőnek a zászló felé fordulva fel kell állnia. Azok, akik egyenruhában vannak, megfelelő módon tisztelegniük kell. Mikor a zászlót elviszik, azoknak, akik előtt elhalad, szintén tisztelegniük kell. Magas beosztású ember fejhajtás nélkül is tiszteleghet. Ezt követően eljátsszák a Dzsana Gana Manát.

### Megjelenítés járművön
A nemzeti zászlót csak az elnök, az elnökhelyettes, a miniszterelnök, a kormányzók, a helyi kormány vezető, az indiai parlament vezetője és annak helyettesei, a törvényhozás és a nemzetgyűlés tagjai, az államtanács és a területi tanácsok elnöke, az Indiai Legfelső Bíróság és a főbíróságok bírái, az indiai hadsereg, az indiai haditengerészet és az indiai fegyveres erők magas rangú beosztottjai használhatják.
Használhatják a zászlót autóikon, akármikor, amikor ezt szükségesnek vagy tanácsosnak tartják, akár a motorháztetőn, akár az autó jobb oldalán. Mikor egy külföldi előkelő személy a kormány által biztosított autóban utazik, az autó jobb oldalán az indiai, a bal oldalán az adott másik ország zászlajának kell lobogni.
A zászlónak lengenie kell azon a repülőgépen, amellyel az elnököt, az elnökhelyettest vagy a miniszterelnököt szállítják külföldi látogatásra. A nemzeti zászló mellett ki kell tenni annak az országnak a lobogóját is, amit meglátogatnak, de mikor a repülőgép útközben leszáll egy harmadik országban, a fogadó ország helyett ennek a harmadik országnak a zászlaját kell kitenni, ezzel jelezve a gesztust és a jókívánságokat. Mikor az elnök Indián belül utazik a zászlót a gépnek arra az oldalára kell kitenni, ahol az elnök ki- vagy beszáll. Mikor az elnök az országon belül speciális vonattal utazik, a zászló a vezető fülkéjének abból az ablakából leng kifelé, amelyik oldalon az induló állomás áll. A zászlót csak akkor lehet kitenni, mikor a vonat mozdulatlan, vagy arra az állomásra érkezik meg, ahol rövid pihenőt tart.

### Félárbócon
A zászlót csak az elnök utasítására, gyász alkalmával lehet félárbócra ereszteni, s az utasításban meg kell adni a gyász utolsó napját is. Mikor a zászlót félárbócra eresztik, először fel kell vonni, majd lassan le kell ereszteni. Napnyugta előtt vagy más, erre alkalmas időben, mikor a zászlót leeresztik, először felvonják a rúd tetejére, és utána eresztik le. Csak az indiai zászlót eresztik félárbócra, a többi a megszokott magasságban leng.
A zászlót India elnökének, elnökhelyettesének vagy miniszterelnökének halálakor is országszerte félárbócra engedik. A Népek Házának elnökének és India Legfelső Bíróságának legfőbb bírájának halálakor Delhiben, a miniszterek halálakor Delhiben és a többi tagállam fővárosában engedik félárbócra a lobogót. Az államminiszterekért csak Delhiben, a helyi miniszterekért csak az adott területen eresztik le a zászlót.
Ha a halál délután áll be, akkor a következő nap kell a fentebb leírt helyeken elvégezni a ceremóniát, ha a temetési szertartásra aznap napfelkelte előtt nem kerül sor. A fentebb említett méltóságok temetésekor a temetés helyén a zászlónak félárbócon kell lengenie.
A köztársaság napján, a függetlenség napján, Mahátma Gandhi születésnapján, a nemzeti héten (április 6. és 13. között), valamint ezen felül akármelyik másik ünnepnapon, amit India vagy annak valamelyik államának kormánya annak nyilvánít, az állam megalapításának napján a zászlót tilos félárbócra engedni, kivéve azon az épületen, melyben a test nyugszik egészen annak elszállításáig, de ezt követően azt a zászlót is fel kell vonni.

### Zászlótemetés
Mikor a zászló megrongálódik vagy romlik a minősége, nem lehet azt félredobni vagy nem tisztelettudó módon eladni azt, hanem teljes egészében magánúton kell megsemmisíteni. Legjobb módja ennek az elégetés vagy bármilyen olyan folyamat, mely összhangban áll a zászló méltóságával. Megfelelő megsemmisítési eljárásnak számít az is, ha a Gangesz vizébe merítik.

## Fordítás
- Ez a szócikk részben vagy egészben  a   Flag of India című angol Wikipédia-szócikk ezen változatának fordításán alapul.  Az eredeti cikk szerkesztőit annak laptörténete sorolja fel. Ez a jelzés csupán a megfogalmazás eredetét és a szerzői jogokat jelzi, nem szolgál a cikkben szereplő információk forrásmegjelöléseként.